# Kapten vid femton år
Kapten vid femton år eller Bland slavjägare (franska: Un capitaine de quinze ans) är en äventyrsroman från 1878 av Jules Verne. Boken handlar främst om slavhandel i Afrika. Romanen filmatiserades i Sovjetunionen 1946 - Pjatnadtsatiletnij Kapitan, med svensk premiär 1947 (En femtonårig kapten). Filmen nyinspelades 1986, även denna gång i Sovjetunionen, med titeln Kapitan "Piligrima".

## Handling
Valfångaren Pilgrimen är på väg från Nya Zeeland till San Francisco. Bland passagerarna finns bland annat fru Weldon och den egensinnige insektsforskaren kusin Benedict. Under färden inträffar en tragedi och bokens huvudperson, den 15-årige Dick Sand, blir kapten på skeppet. Dick Sand sätter kurs mot Sydamerika, efter en äventyrlig resa går skeppet en dag på grund men alla lyckas ta sig i land. De träffar på amerikanen Harris, som förklarar att de kommit till Bolivia. De påbörjar en vandring tillsammans med Harris. Vid ett nattläger upptäcker de ett lejon, och i samband med detta försvinner Harris. Snart börjar ett riktigt äventyr, där gruppen kommer i strid med ett gäng slavjägare.